# Vilhelmas Čepinskis
Vilhelmas Čepinskis (Kaunas, 19 maart 1977) is een Litouws violist.

## Biografie
Čepinskis werd geboren als zoon van een operazangeres en een violist. Op 4-jarige leeftijd startte hij met het bespelen en studeren van viool en op zijn zevende gaf hij zijn eerste concert.
Sindsdien treedt hij veel op als solist in samenwerking met diverse orkesten in onder andere Litouwen, Letland, Estland, Wit-Rusland, Rusland, Polen, Tsjechië, Slowakije, Finland, Noorwegen, Duitsland en Hongarije.
In 1992 werd hij uitgenodigd om een concert te geven ter ere van het bezoek van de Koning en Koningin van Zweden aan Litouwen. In 1998 speelde Čepinskis voor de Koning en koningin van Noorwegen.
- Gemeinsame Normdatei: 130239119
- International Standard Name Identifier: 0000 0003 7194 3009
- MusicBrainz: af346baa-b306-41ca-8ee0-3e474a14f008
- Virtual International Authority File: 30639498
- WorldCat: E39PBJyrVKQ9fj9Qf3P7Yc7T73